# Rorbach-lès-Dieuze
Rorbach-lès-Dieuze (Duits: Rohrbach bei Duß) is een gemeente in het Franse departement Moselle (regio Grand Est) en telt 57 inwoners (2009).
De gemeente maakt deel uit van het arrondissement Château-Salins en sinds 22 maart 2015 van het kanton Le Saulnois, toen het kanton Dieuze, waar de gemeenten daarvoor onder viel, erin opging.

## Geografie
De oppervlakte van Rorbach-lès-Dieuze bedraagt 4,2 km², de bevolkingsdichtheid is dus 13,6 inwoners per km².
De onderstaande kaart toont de ligging van Rorbach-lès-Dieuze met de belangrijkste infrastructuur en aangrenzende gemeenten.

## Demografie
Onderstaande figuur toont het verloop van het inwonertal (bron: INSEE-tellingen).